# Jan Kuehnemund
Janice Lynn "Jan" Kuehnemund, född 18 november 1953 i Saint Paul, Minnesota, död 10 oktober 2013, var en amerikansk rockgitarrist. Hon var mest känd som gitarrist i rockbandet Vixen. 
Som barn tog hon pianolektioner, något som hon inte alls gillade. Hennes musikaliska intresse kom först då hennes far köpte en gitarr åt sig själv. Sedan den dagen blev gitarr hennes grej. 
Som ungdom försökte hon gå med i några killband från hennes grannkvarter men de tyckte inte det var passande med en kvinnlig elgitarrist så därav bestämde sig Kuehnemund för att starta ett tjejband. 
Originalmedlemmarna i Vixen var Jan Kuehnemund på gitarr, Janet Gardner som sångerska, Pia Maiocco på bas, Laurie Hedlund på trummor samt Tamara Ivanov som gitarrist. Gruppen gick skilda vägar då grundaren Kuehnemund bestämde sig för att ta en paus i början av 90-talet. Gardner återförenade sedan gruppen utan Kuehnemund. Efter att gruppen åter splittrats återförenade Kuehnemund den i början av 2000-talet. Hon var då den enda kvarvarande originalmedlemmen i gruppen.
Jan Kuehnemund avled av cancer 2013.